# Mem Martins
Mem Martins é uma localidade portuguesa, pertencente à vila e freguesia de Algueirão - Mem Martins, município de Sintra, distrito de Lisboa. Deve o seu nome a um dos filhos do cavaleiro medieval Martim Escorso.
Esta localidade é composta por várias zonas delimitadas: 
- Carrascal
- Casais de Mem Martins(Casais de Baixo, Caneiras, Curral da Cova,Fontainhas,Morgados, Rio Novo)
- Casal dos Choupos
- Condomínio Jardim do Cedro
- Bela Vista
- Bairro de São Carlos
- Bairro da Quinta de Santa Teresinha
- Bairro das Eiras
- Bairro de Casal de São José
- Fanares
- Mem Martins (zona do cruzeiro)
- Penedo do Mocho
- Penedo da Vigia
- Pocico
- Quinta de Ouressa
- Rossio da Fonte
- Urbanização Casal de Ouressa
- Urbanização Jardins Poente/Mem Martins Poente
- Urbanização do Pinhal/da Beirobra
- Urbanização Quinta do Butler
- Villa Hortencia
- Villa Rosa
- Villa Orquídea

## Património
- Casal dos Choupos
- Capela de Mem Martins (Rossio da Fonte)
- Cruzeiro de Mem Martins
- Estação Ferroviária de Algueirão - Mem Martins (edifício antigo)
- Fonte dos Casais / Fonte de São Pedro
- Ruínas de Casais de Baixo
- Rio da Azenha

## Associações desportivas
- Mem Martins Sport Clube
- Progresso Clube
- Arsenal 72
- Recreios Desportivos do Algueirão